# Hatóság félrevezetése
A hatóság félrevezetése a Büntető Törvénykönyvben meghatározott bűncselekmény. A hamis vádhoz képest csak kiegészítő jellegű.

## Fogalma
237. §. Aki hatóságnál büntetőeljárás alapjául szolgáló olyan bejelentést tesz, amelyről tudja, hogy valótlan – amennyiben a 233. §. esete nem forog fenn – vétséget követ el, és egy évig terjedő szabadságvesztéssel, közérdekű munkával vagy pénzbüntetéssel büntetendő.
- A hatóság fogalma ugyanaz, mint a hamis vád esetében.
- A bejelentésnek büntetőeljárás alapjául kell szolgálnia, tehát konkrétan megjelölt bűncselekményre kell vonatkoznia.
- Az elkövetőnek bejelentést kell tennie, mely tényállítást tartalmaz, amely valótlan. Mivel a büntetőeljárás alapja a gyanú, ezért a gyanú alapjának kell valótlannak lennie.

A legfontosabb eltérés a hamis vád és a hatóság félrevezetése között, hogy elkövetőként ismeretlen tettest, vagy nem létező, esetleg halott személyt, netalántán saját magát nevezi meg az elkövető, vagy ha több konkrét személyt nevez meg elkövetőként.
A bűncselekmény befejezetté válásához szükséges, hogy a büntetőeljárás meginduljon, ennek hiányában csak kísérlet állapítható meg.
A bűncselekmény tettese bárki lehet. Csak szándékos elkövetés büntetendő.
Amennyiben az eredetileg ismeretlen tettes elleni valótlan bejelentést az elkövető utóbb konkrétan megnevezett személyre cseréli, akkor a bűncselekmény átminősül hamis váddá.